# Hōnensai

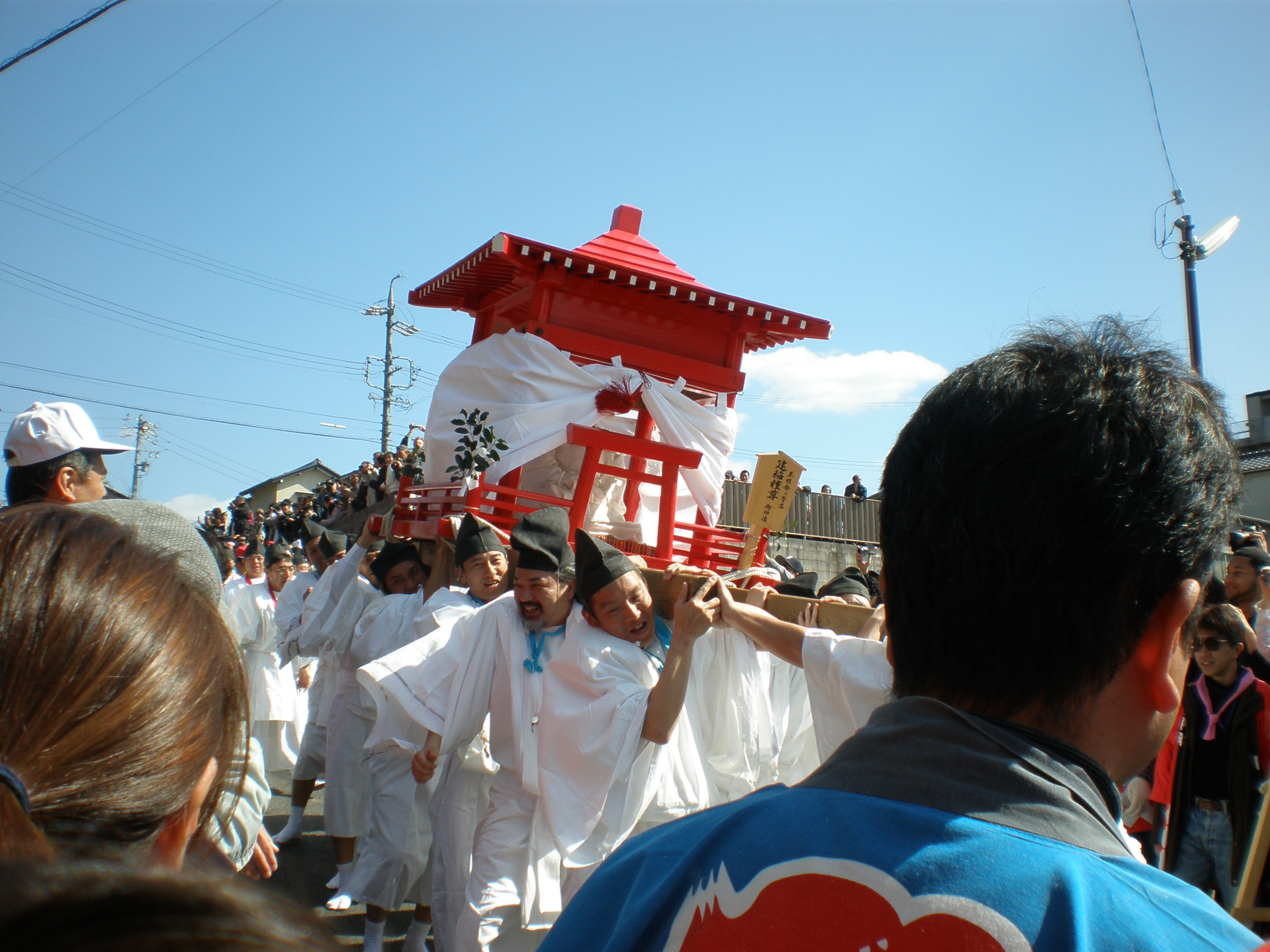
Hōnensai

O Festival da Colheita (豊年祭, Hōnensai) é um festival de fertilidade celebrado todos os anos em 15 de março em alguns locais da Prefeitura de Aichi, Japão. Hōnen significa ano próspero em japonês, o que implica uma rica colheita, enquanto matsuri é um festival. O festival e a cerimônia Hōnen celebram as bênçãos de uma colheita abundante e todos os tipos de prosperidade e fertilidade.

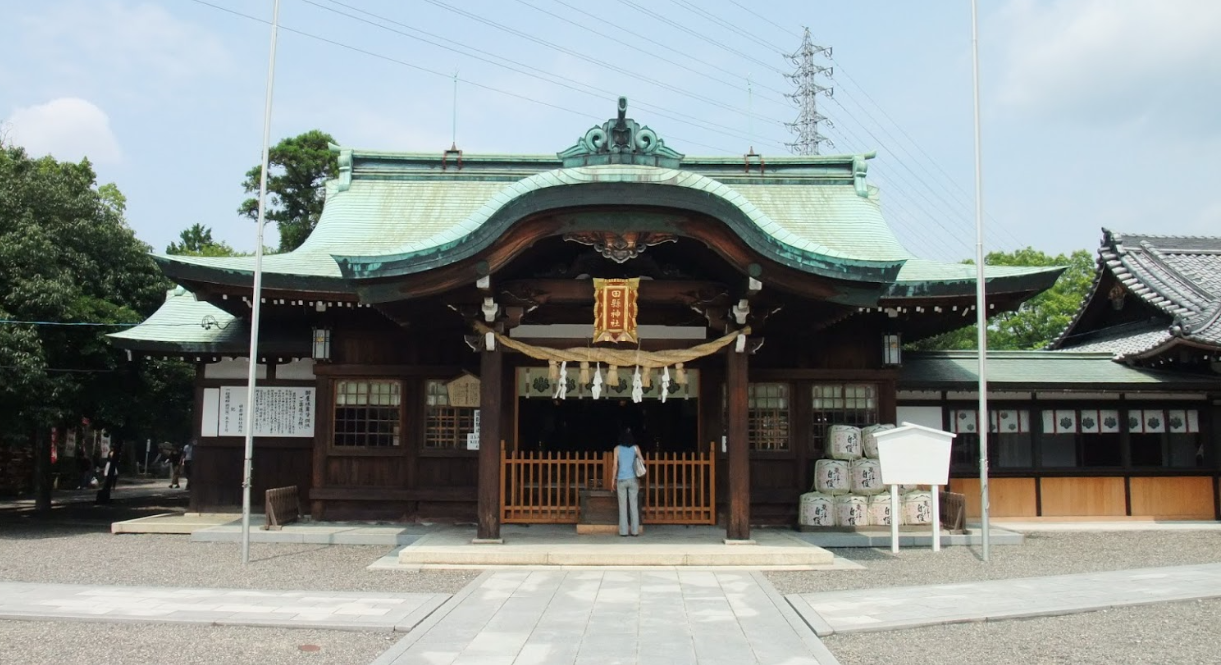
Santuário Tagata (田縣神社) em Komaki, Tagata, Prefeitura de Aichi

As veneradas divindades xintoístas são Mitoshi (御歳神, Mitoshi-no-kami) e a divindade feminina Tamahime (玉姫命, Tamahime-no-mikoto). Mitoshi é filho da divindade masculina xintoísta Toshigami (年神) ou conhecido pelos habitantes locais como Ōtoshi (大歳神, Ōtoshi-no-kami) e neto da divindade xintoísta Susanoo. Tamahime é uma princesa e filha de Ō'arata (大荒田命, Ō'arata-no-Mikoto), a matriarca do clã Owari (尾張氏) de seu marido Takeinadane [ ja ] (健稲種命, Take'inadane-no-mikoto) que teve dois filhos e quatro filhas.
O mais conhecido desses festivais acontece na cidade de Komaki, ao norte da cidade de Nagoya. As principais atrações do festival são sacerdotes xintoístas tocando instrumentos musicais, um desfile de participantes vestidos cerimonialmente, saquê à vontade e um falo de madeira.

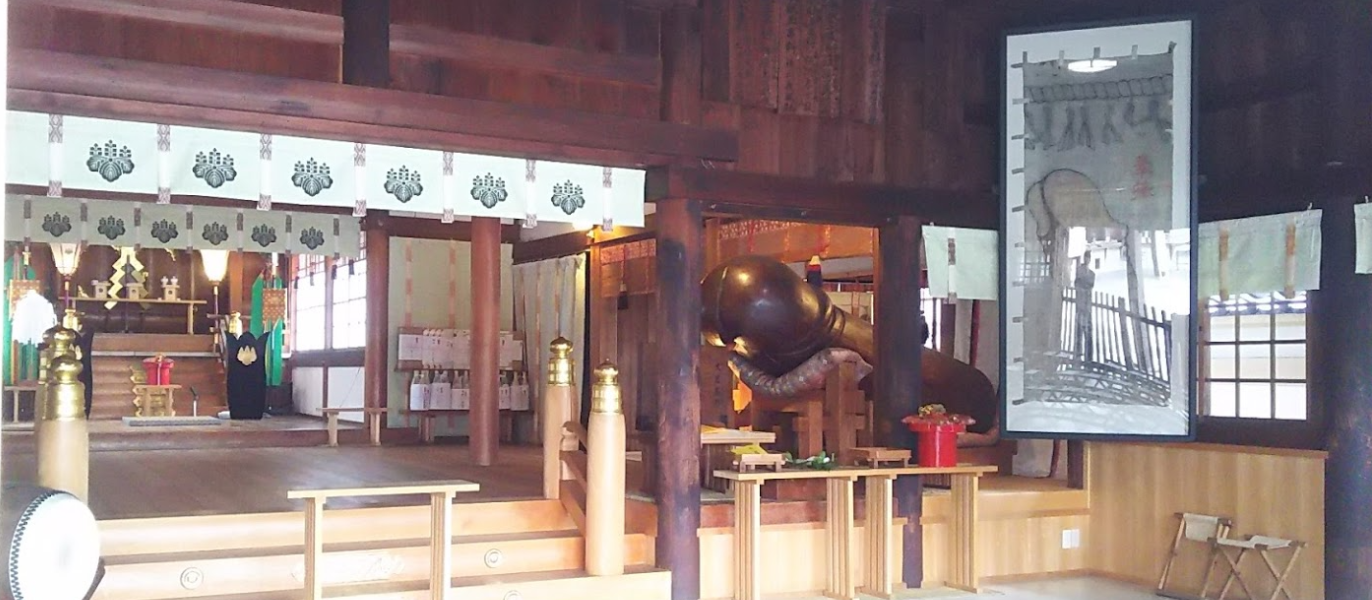
O santuário do Youbutsu (陽物, lit. "o objeto masculino") ou ō-owase-gata (大男茎形, lit. "a grande forma / objeto de Falo")

O falo de madeira de cipreste japonês de 280 kg (620 libras), 2,5 metros (96 polegadas) de comprimento e 200–250 anos de idade, chamado youbutsu (陽物, lit. "o objeto masculino") ou ō-owase-gata (大男茎形, lit. "a grande forma / objeto de Falo") que é transportado de um santuário chamado Shinmei Sha (nos anos pares) em Komaki em uma grande colina ou do Santuário Kumano-sha (nos anos ímpares), para um santuário chamado Santuário Tagata (田縣神社) em Komaki, Tagata, Prefeitura de Aichi.
O festival começa com celebração e preparação às 10h00 no Tagata Jinja, onde são vendidos todos os tipos de comidas e lembranças (principalmente em forma de falo ou afins). O saquê também é distribuído livremente em grandes barris de madeira. Por volta das 14h00 todos se reúnem no Shinmei Sha para o início da procissão. Os sacerdotes xintoístas fazem orações e abençoam os participantes e mikoshi, bem como o grande falo de madeira, que deve ser transportado ao longo do percurso do desfile.
Quando a procissão desce até o Santuário Tagata, o falo em seu mikoshi é girado furiosamente antes de ser pousado e mais orações são feitas. Todos então se reúnem na praça em frente ao Santuário Tagata e esperam pelo mochi nage, momento em que a multidão é regada com pequenos bolos de arroz que são jogados pelos oficiais em plataformas elevadas. O festival termina por volta das 16h30.
Na cidade de Inuyama, há outro festival no domingo anterior no Santuário Ōagata. Este festival inclui carros alegóricos em forma de vulva, que complementam o mikoshi de formato fálico utilizado no festival.